# شیخ مصطفی
شیخ مصطفی (به عربی: الشیخ مصطفی) یک روستا در سوریه است که در ناحیه کفرنبل واقع شده‌است. شیخ مصطفی ۱٬۴۵۶ نفر جمعیت دارد.